# Changcheng Auto Industrial
Changcheng Auto Industrial Corp. war ein Hersteller von Automobilen aus der Volksrepublik China.

## Geschichte
Das Unternehmen aus Baoding begann 1994 mit der Produktion von Automobilen. Der Markenname lautete Changcheng. 1996 endete die Produktion. Die Verbindung zu Great Wall Motor aus derselben Stadt ist unklar.

## Fahrzeuge
Der einzige Personenkraftwagen war der Changcheng CC 6470. Die Karosserie der viertürigen Limousine mit Stufenheck ähnelte laut einer Quelle einem Ford Taunus. Das Fahrzeug war 470 cm lang.